# Eine Nacht in Venedig (film 1934)
Eine Nacht in Venedig è un film del 1934 diretto da Robert Wiene.

## Produzione
Il film fu prodotto dalla Hunnia Filmgyár e dalla Hunnia-Film.

## Distribuzione
Distribuito dalla Kinofa, il film uscì nelle sale cinematografiche austriache il 26 gennaio 1934 con il titolo Ein Mädel - Eine Nacht; venne distribuito in Germania il 21 marzo dello stesso anno. Il 12 gennaio era uscito Egy éj Velencében, la versione ungherese del film, diretto da Géza von Cziffra.